# Paepalanthus henriquei
Paepalanthus henriquei är en gräsväxtart som beskrevs av Silveira och Wilhelm Willy Otto Eugen Ruhland. Paepalanthus henriquei ingår i släktet Paepalanthus och familjen Eriocaulaceae. Inga underarter finns listade i Catalogue of Life.